# M'Qam Tolba
M Qam Tolba (franska: M Qam Tolba (CR), M Qam Tolba (Commune Rurale), arabiska: سيدي يحيى زعير) är en kommun i Marocko.   Den ligger i provinsen Khémisset och regionen Rabat-Salé-Kénitra, i den norra delen av landet, 50 km öster om huvudstaden Rabat. Antalet invånare är 14 705.